# Szójaviasz
A szójaviasz természetes viasz, melyet a szójababból nyernek ki. A gyártást négy fő lépésben lehet összefoglalni:
1. Szója tisztítása és préselése: a megtisztított szójababból préseléssel nyerik ki a szójaolajat. A szennyezéseket a tisztítási folyamat során eltávolítják.
2. Lecitin kivonása a szójából: vizes kimosással a lecitint eltávolítják a a kipréselt szójaolajból. Magát a lecitint széles körben felhasználják az élelmiszeriparban ezután. A lecitin, egyébként egy könnyen lebontható, nem mérgező vegyület.
3. Szójaolaj fehérítése: a következő lépés az olaj fehérítése, amely folyamat során a nem kívánt kigmenteket, az alacsony koncentrációban megtalálható fémek, foszfolipideket, valamint hátramaradó bomlástermékeket távolítják el.
4. Szójaolaj hidrogénezése: a szójaolajat tartályban felhevítik, majd tiszta hidrogén gázzal dúsítják a nyomás alatt lévő tartályt. A hidrogénezés eltávolítja a zsírsavakat az olajból. Ezzel a lépéssel elkészül a szójaviasz[1]

A szójaviasz legfőbb előnye a paraffin viasszal szemben a megújuló forrásból szerzett alapanyag valamint az alacsonyabb hőponton való égés. Mivel az égés alacsonyabb hőfokon történik, így biztonságosabbnak tartják a háztartásokban a mindennapi felhasználásra (például, ha egy gyermek magára önti az olvadt szójaviaszt, az alacsonyabb hőfog miatt kisebb sérülést szenvedhet).